# Sant’Egidio del Monte Albino
Sant’Egidio del Monte Albino – miejscowość i gmina we Włoszech, w regionie Kampania, w prowincji Salerno.
Według danych na rok 2004 gminę zamieszkiwało 8199 osób, 1366,5 os./km².